# Coppa delle Coppe 1991-1992 (hockey su pista)
La Coppa delle Coppe 1991-1992 è stata la 16ª edizione dell'omonima competizione europea di hockey su pista riservata alle squadre di club. Il torneo ha avuto inizio il 28 febbraio e si è concluso il 23 maggio 1992. Il titolo è stato conquistato dagli italiani del Roller Monza per la seconda volta nella loro storia sconfiggendo in finale gli spagnoli del Voltregà. In quanto squadra vincitrice, il Roller Monza ha ottenuto anche il diritto di partecipare alla Supercoppa d'Europa.

## Squadre partecipanti
| Nazione        | Club         | Città                    | Qualificazione                                      |
| -------------- | ------------ | ------------------------ | --------------------------------------------------- |
| Andorra        | Andorra      | Andorra la Vella         |                                                     |
| Francia        | La Vendéenne | La Roche-sur-Yon         | 2º in Nationale 1 1990-1991                         |
| Germania Ovest | Cronenberg   | Wuppertal                | 2º in 1 Bundesliga 1991, campione di Germania Ovest |
| Italia         | Roller Monza | Monza                    | 1º in Serie A1 1990-1991, finale dei play-off       |
| Paesi Bassi    | Residentie   | L'Aia                    | 2º in 1ª Klasse 1991                                |
| Portogallo     | Benfica      | Lisbona                  | Detentore Coppa del Portogallo 1990-1991            |
| Portogallo     | Sporting CP  | Lisbona                  | Detentore Coppa delle Coppe 1990-1991               |
| Spagna         | Voltregà     | Sant Hipòlit de Voltregà | Finalista Coppa del Re 1991                         |
| Svizzera       | Ginevra      | Ginevra                  | Detentore della Coppa di Svizzera 1991              |

## Risultati

### Primo turno
| Squadra 1 | Totale | Squadra 2 | Andata | Ritorno |
| --------- | ------ | --------- | ------ | ------- |
| Andorra   | 8 - 16 | Voltregà  | 5 - 10 | 3 - 6   |

### Quarti di finale
| Squadra 1    | Totale | Squadra 2    | Andata | Ritorno |
| ------------ | ------ | ------------ | ------ | ------- |
| Benfica      | 7 - 11 | Roller Monza | 6 - 6  | 1 - 5   |
| La Vendéenne | 6 - 13 | Ginevra      | 5 - 5  | 1 - 8   |
| Residentie   | 4 - 5  | Cronenberg   | 3 - 2  | 1 - 3   |
| Sporting CP  | 7 - 8  | Voltregà     | 6 - 4  | 1 - 4   |

### Semifinali
| Squadra 1  | Totale | Squadra 2    | Andata | Ritorno |
| ---------- | ------ | ------------ | ------ | ------- |
| Cronenberg | 4 - 12 | Roller Monza | 2 - 5  | 2 - 7   |
| Voltregà   | 16 - 7 | Ginevra      | 5 - 5  | 1 - 8   |

### Finale
| Squadra 1 | Totale | Squadra 2    | Andata | Ritorno |
| --------- | ------ | ------------ | ------ | ------- |
| Voltregà  | 8 - 9  | Roller Monza | 3 - 3  | 5 - 6   |

#### Andata
| Sant Hipòlit de Voltregà 16 maggio 1992 | Voltregà | 3 – 3 | Roller Monza | Pavelló Victorià de la Riba |

#### Ritorno
| Brugherio 23 maggio 1992 | Roller Monza | 6 – 5 | Voltregà | Palazzetto Paolo VIº |